# 開埠
開埠是一項讓城市得以進行對外貿易的政治舉措。由於並非每個國家都允許外國人在其境內進行商業活動，所以當事國或當地政府會指定某個城鎮或地區，來允許和外國人進行商務往來。「埠」原指埠头，即泊船之地；因早期的國際貿易大多在海上進行，故常以船來代步。於內陸城市「辟地做埠」，形成商務聚集之地，也可以稱為「開埠」。天津條約使臺灣開埠。如今，無論是水路、陸路亦或空路的商務場合，都可以叫「埠」。